# Acacia perangusta
Acacia perangusta är en ärtväxtart som först beskrevs av Cyril Tenison White, och fick sitt nu gällande namn av Leslie Pedley. Acacia perangusta ingår i släktet akacior, och familjen ärtväxter. Inga underarter finns listade i Catalogue of Life.